# Cyclisme aux Jeux du Commonwealth de 2022
Navigation
Édition précédente Édition suivante
Les épreuves de cyclisme des Jeux du Commonwealth de 2022 se déroulent du 29 juillet au 7 août 2022 en Angleterre. 26 épreuves dans quatre disciplines sont au programme : le cyclisme sur route, le cyclisme sur piste, le VTT et le paracyclisme (sur piste),.
Bien que la plupart des sites des Jeux soient situés dans les West Midlands, c'est le Lee Valley VeloPark à Londres (qui se trouve à plus de 180 kilomètres de Birmingham), qui a été choisi pour accueillir le cyclisme sur piste. Cela a provoqué beaucoup de réactions négatives parmi les habitants des West Midlands et a même abouti à une pétition signée par 6 000 habitants demandant la construction d'un nouveau vélodrome dans les West Midlands au lieu d'en utiliser un à Londres. Néanmoins, la construction d'un nouveau vélodrome dans les West Midlands a été exclu en raison du coût. 

## Programme
26 épreuves figurent au programme de cette compétition.
| H | Séries/qualifications | ¼ | Quarts de finales | ½ | Demi-finales | F | Finale |

| DateEvent                 | Mer 3 | Jeu 4 | Ven 5 | Sam 6 | Dim 7 |
| ------------------------- | ----- | ----- | ----- | ----- | ----- |
| Cyclisme sur route        |       |       |       |       |       |
| Hommes - course en ligne  |       |       |       |       | F     |
| Hommes - contre-la-montre |       | F     |       |       |       |
| Femmes - course en ligne  |       |       |       |       | F     |
| Femmes - contre-la-montre |       | F     |       |       |       |
| VTT                       |       |       |       |       |       |
| Hommes - cross-country    | F     |       |       |       |       |
| Femmes - cross-country    | F     |       |       |       |       |

| Épreuve↓/Date →                | Ven 29 | Ven 29 | Ven 29 | Ven 29 | Sam 30 | Sam 30 | Sam 30 | Sam 30 | Dim 31 | Dim 31 | Dim 31 | Dim 31 | Lun 01 | Lun 01 | Lun 01 | Lun 01 |
| ------------------------------ | ------ | ------ | ------ | ------ | ------ | ------ | ------ | ------ | ------ | ------ | ------ | ------ | ------ | ------ | ------ | ------ |
| Cyclisme sur piste             |        |        |        |        |        |        |        |        |        |        |        |        |        |        |        |        |
| Hommes - kilomètre             |        |        |        |        |        |        |        |        |        |        |        |        | F      | F      | F      | F      |
| Hommes - keirin                |        |        |        |        | H      | H      | ½      | F      |        |        |        |        |        |        |        |        |
| Hommes - vitesse               |        |        |        |        |        |        |        |        | H      | ¼      | ½      | F      |        |        |        |        |
| Hommes - vitesse par équipes   | Q      | Q      | F      | F      |        |        |        |        |        |        |        |        |        |        |        |        |
| Hommes - poursuite             |        |        |        |        | Q      | Q      | F      | F      |        |        |        |        |        |        |        |        |
| Hommes - poursuite par équipes | Q      | Q      | F      | F      |        |        |        |        |        |        |        |        |        |        |        |        |
| Hommes - course aux points     |        |        |        |        |        |        |        |        |        |        |        |        | H      | H      | F      | F      |
| Hommes - scratch               |        |        |        |        |        |        |        |        | H      | H      | F      | F      |        |        |        |        |
| Femmes - 500 mètres            |        |        |        |        |        |        |        |        | F      | F      | F      | F      |        |        |        |        |
| Femmes - keirin                |        |        |        |        |        |        |        |        |        |        |        |        | H      | H      | ½      | F      |
| Femmes - vitesse               |        |        |        |        | H      | ¼      | ½      | F      |        |        |        |        |        |        |        |        |
| Femmes - vitesse par équipes   | Q      | Q      | F      | F      |        |        |        |        |        |        |        |        |        |        |        |        |
| Femmes - poursuite             |        |        |        |        | Q      | Q      | F      | F      |        |        |        |        |        |        |        |        |
| Femmes - poursuite par équipes | Q      | Q      | F      | F      |        |        |        |        |        |        |        |        |        |        |        |        |
| Femmes - course aux points     |        |        |        |        |        |        |        |        | H      | H      | F      | F      |        |        |        |        |
| Femmes - scratch               |        |        |        |        |        |        |        |        |        |        |        |        | H      | H      | F      | F      |
| Paracyclisme                   |        |        |        |        |        |        |        |        |        |        |        |        |        |        |        |        |
| Hommes - tandem kilomètre B    | F      | F      | F      | F      |        |        |        |        |        |        |        |        |        |        |        |        |
| Hommes - tandem vitesse B      |        |        |        |        |        |        |        |        | Q      | H      | F      | F      |        |        |        |        |
| Femmes - tandem kilomètre B    |        |        |        |        |        |        |        |        | F      | F      | F      | F      |        |        |        |        |
| Femmes - tandem vitesse B      | Q      | Q      | F      | F      |        |        |        |        |        |        |        |        |        |        |        |        |

## Podiums

### Cyclisme sur route
| Compétitions masculines |               |                |                  |
| Course en ligne         | Aaron Gate    | Daryl Impey    | Finn Crockett    |
| Contre-la-montre        | Rohan Dennis  | Fred Wright    | Geraint Thomas   |
| Compétitions féminines  |               |                |                  |
| Course en ligne         | Georgia Baker | Neah Evans     | Sarah Roy        |
| Contre-la-montre        | Grace Brown   | Anna Henderson | Georgia Williams |

### Cyclisme sur piste
(q) : indique un coureur qui n'a pas participé à la finale mais uniquement au tour qualificatif
| Épreuves                | Or                                                                   | Or                  | Argent                                                                         | Argent         | Bronze                                                                         | Bronze         |
| ----------------------- | -------------------------------------------------------------------- | ------------------- | ------------------------------------------------------------------------------ | -------------- | ------------------------------------------------------------------------------ | -------------- |
| Compétitions masculines |                                                                      |                     |                                                                                |                |                                                                                |                |
| Kilomètre               | Matthew Glaetzer                                                     | 59 s 505            | Thomas Cornish                                                                 | 1 min 0 s 036  | Nicholas Paul                                                                  | 1 min 0 s 089  |
| Keirin                  | Nicholas Paul                                                        |                     | Jack Carlin                                                                    |                | Muhammad Shah Firdaus Sahrom                                                   |                |
| Vitesse individuelle    | Matthew Richardson                                                   |                     | Nicholas Paul                                                                  |                | Jack Carlin                                                                    |                |
| Vitesse par équipes     | Australie Leigh Hoffman Matthew Richardson Matthew Glaetzer          | 42 s 040 (GR)       | Angleterre Ryan Owens Hamish Turnbull Joseph Truman                            | 43 s 372       | Nouvelle-Zélande Bradly Knipe Sam Dakin Sam Webster                            | 43 s 856       |
| Poursuite individuelle  | Aaron Gate                                                           | 4 min 7 s 760       | Tom Sexton                                                                     | 4 min 12 s 179 | Conor Leahy                                                                    | 4 min 9 s 311  |
| Poursuite par équipes   | Nouvelle-Zélande Aaron Gate Jordan Kerby Tom Sexton Campbell Stewart | 3 min 47 s 575 (GR) | Angleterre Dan Bigham Charlie Tanfield Ethan Vernon Oliver Wood                | 3 min 49 s 584 | Australie Josh Duffy Graeme Frislie Conor Leahy Lucas Plapp James Moriarty (q) | 3 min 50 s 403 |
| Course aux points       | Aaron Gate                                                           |                     | Campbell Stewart                                                               |                | Oliver Wood                                                                    |                |
| Scratch                 | Corbin Strong                                                        |                     | John Archibald                                                                 |                | William Roberts                                                                |                |
| Compétitions féminines  |                                                                      |                     |                                                                                |                |                                                                                |                |
| 500 mètres              | Kristina Clonan                                                      | 33 s 234 (GR)       | Kelsey Mitchell                                                                | 33 s 294       | Sophie Capewell                                                                | 33 s 522       |
| Keirin                  | Ellesse Andrews                                                      |                     | Sophie Capewell                                                                |                | Kelsey Mitchell                                                                |                |
| Vitesse individuelle    | Ellesse Andrews                                                      |                     | Kelsey Mitchell                                                                |                | Emma Finucane                                                                  |                |
| Vitesse par équipes     | Nouvelle-Zélande Rebecca Petch Olivia King Ellesse Andrews           | 47 s 425 (GR)       | Canada Sarah Orban Kelsey Mitchell Lauriane Genest                             | 48 s 001       | Pays de Galles Lowri Thomas Rhian Edmunds Emma Finucane                        | 47 s 767       |
| Poursuite individuelle  | Bryony Botha                                                         | 3 min 18 s 456 (GR) | Maeve Plouffe                                                                  | 3 min 27 s 122 | Neah Evans                                                                     | 3 min 25 s 050 |
| Poursuite par équipes   | Australie Georgia Baker Sophie Edwards Chloe Moran Maeve Plouffe     | 4 min 12 s 234 (GR) | Nouvelle-Zélande Ellesse Andrews Bryony Botha Michaela Drummond Emily Shearman | 4 min 17 s 984 | Angleterre Laura Kenny Josie Knight Maddie Leech Sophie Lewis                  | 4 min 17 s 096 |
| Course aux points       | Georgia Baker                                                        |                     | Neah Evans                                                                     |                | Eluned King                                                                    |                |
| Scratch                 | Laura Kenny                                                          |                     | Michaela Drummond                                                              |                | Maggie Coles-Lyster                                                            |                |

### VTT
| Compétition masculine |               |              |              |
| Cross-country         | Samuel Gaze   | Ben Oliver   | Alex Miller  |
| Compétition féminine  |               |              |              |
| Cross-country         | Evie Richards | Zoe Cuthbert | Candice Lill |

### Handisport
| Épreuves                | Or                                                   | Or            | Argent                                               | Argent        | Bronze                                              | Bronze        |
| ----------------------- | ---------------------------------------------------- | ------------- | ---------------------------------------------------- | ------------- | --------------------------------------------------- | ------------- |
| Compétitions masculines |                                                      |               |                                                      |               |                                                     |               |
| Kilomètre B (tandem)    | Écosse Neil Fachie Lewis Stewart (pilote)            | 59 s 938 (GR) | Pays de Galles James Ball Matthew Rotherham (pilote) | 1 min 0 s 053 | Angleterre Stephen Bate Christopher Latham (pilote) | 1 min 2 s 276 |
| Vitesse B (tandem)      | Pays de Galles James Ball Matthew Rotherham (pilote) |               | Écosse Neil Fachie Lewis Stewart (pilote)            |               | Australie Beau Wooton Luke Zaccaria (pilote)        |               |
| Compétitions féminines  |                                                      |               |                                                      |               |                                                     |               |
| Kilomètre B (tandem)    | Australie Jessica Gallagher Caitlin Ward (pilote)    | 1 min 7 s 138 | Angleterre Sophie Unwin Georgia Holt (pilote)        | 1 min 7 s 554 | Écosse Aileen McGlynn Ellie Stone (pilote)          | 1 min 7 s 578 |
| Vitesse B (tandem)      | Australie Jessica Gallagher Caitlin Ward (pilote)    |               | Écosse Aileen McGlynn Ellie Stone (pilote)           |               | Non-décernée                                        |               |

## Tableau des médailles
| Rang  | Nation            | Or | Argent | Bronze | Total |
| ----- | ----------------- | -- | ------ | ------ | ----- |
| 1     | Nouvelle-Zélande  | 10 | 5      | 1      | 16    |
| 2     | Australie         | 9  | 3      | 4      | 16    |
| 4     | Angleterre        | 2  | 4      | 4      | 10    |
| 3     | Écosse            | 1  | 6      | 4      | 11    |
| 5     | Pays de Galles    | 1  | 1      | 4      | 6     |
| 6     | Trinité-et-Tobago | 1  | 1      | 1      | 3     |
| 7     | Canada            | 0  | 3      | 2      | 5     |
| 8     | Afrique du Sud    | 0  | 1      | 1      | 2     |
| 9     | Malaisie          | 0  | 0      | 1      | 1     |
| 9     | Namibie           | 0  | 0      | 1      | 1     |
| Total | Total             | 24 | 24     | 23     | 71    |